# Unione Sportiva Squinzano 1980-1981
Questa voce raccoglie le informazioni riguardanti l'Unione Sportiva Squinzano nelle competizioni ufficiali della stagione 1980-1981.

## Rosa
| N. |                   | Ruolo | Calciatore             |
| -- | ----------------- | ----- | ---------------------- |
|    | Italia (bandiera) | C     | Luigi Boccolini        |
|    | Italia (bandiera) | P     | Luigi Boni             |
|    | Italia (bandiera) |       | Cafaro                 |
|    | Italia (bandiera) | A     | Fabrizio Cavaterra     |
|    | Italia (bandiera) | D     | Gianni Facchinello     |
|    | Italia (bandiera) | A     | Alessandro Fornari     |
|    | Italia (bandiera) | C     | Daniele Gatti          |
|    | Italia (bandiera) |       | Giacovelli             |
|    | Italia (bandiera) | D     | Roberto Giansanti      |
|    | Italia (bandiera) | C     | Donato Greco           |
|    | Italia (bandiera) | D     | Alessandro Guido       |
|    | Italia (bandiera) | A     | Lino Manca             |
|    | Italia (bandiera) | C     | Maurizio Marchetti (I) |

| N. |                   | Ruolo | Calciatore           |
| -- | ----------------- | ----- | -------------------- |
|    | Italia (bandiera) |       | Marchetti (II)       |
|    | Italia (bandiera) | D     | Fausto Montresor     |
|    | Italia (bandiera) | P     | Giuseppe Moro        |
|    | Italia (bandiera) |       | Palomi               |
|    | Italia (bandiera) | C     | Roberto Pellè        |
|    | Italia (bandiera) | C     | Mauro Persiani       |
|    | Italia (bandiera) | C     | Antonio Petrucciuoli |
|    | Italia (bandiera) | A     | Angelo Stabile       |
|    | Italia (bandiera) |       | M. Stabile           |
|    | Italia (bandiera) | D     | Antonio Tornese      |
|    | Italia (bandiera) | C     | Corrado Urbano       |
|    | Italia (bandiera) | C     | Vito Zizzariello     |